# Kriechbaumerella cordigaster
Kriechbaumerella cordigaster är en stekelart som först beskrevs av Roger Roy och Farooqi 1984.  Kriechbaumerella cordigaster ingår i släktet Kriechbaumerella och familjen bredlårsteklar. Inga underarter finns listade i Catalogue of Life.